# Косицкая (деревня)
Косицкая (бел. Косіцкая) — деревня в Ветковском горсовете Ветковского района Гомельской области Белоруссии.
В результате катастрофы на Чернобыльской АЭС и радиационного загрязнения жители (92 семьи) переселены в 1991 году в чистые места.
На юге граничит с лесом.

## География

### Расположение
В 10 км на восток от Ветки, 31 км от Гомеля.

### Гидрография
На севере мелиоративный канал.

## Транспортная сеть
На автодороге Старое Закружье — Ветка. Планировка состоит из прямолинейной улицы, ориентированной с юго-запада на северо-восток, которая на юге раздваивается. Застройка двусторонняя, деревянная, усадебного типа. Часть деревни сгорела в 1991 году.

## История
По письменным источникам Известна с начала XVIII века. В 1764 году русские войска под руководством генерала Маслова выслали староверов, которые здесь проживали, в отдаленные районы России. В скором времени слобода начала опять активно заселяться. После 1-го раздела Речи Посполитой (1772 год) в составе Российской империи. Согласно сведениям 1785 года во владении князя И. Халецкого и княгини Радзивилл. В архивных документах за 1826 год сообщается о ремонте церкви, деревня была во владении княгини Любомирской. В середине XIX века имелись 2 молитвенные дамы. С 1880 года действовал хлебозапасный магазин. В 1886 году работали 2 ветряные мельницы. Согласно переписи 1897 года находилась в Вылевской волости Гомельского уезда Могилёвской губернии, работали ветряная мельница, лавка. В 1909 году во владении жителей было 1607 десятин земли. В 1926 году работали почтовое отделение, школа. Рядом были Косицкие Хутора.
С 8 декабря 1926 года по 30 декабря 1927 года центр Косицкого сельсовета Ветковского района Гомельского округа В 1930 году создан колхоз «Передовик», работали 2 ветряные мельницы. Во время Великой Отечественной войны 92 жителя погибли на фронтах. В 1959 году входила в состав колхоза имени В. И. Ленина (центр — деревня Сивинка).

## Население

### Численность
- 2010 год — жителей нет.

### Динамика
- 1827 год — 270 жителей.
- 1886 год — 488 жителей.
- 1897 год — 115 дворов, 693 жителя (согласно переписи).
- 1926 год — 149 дворов, 708 жителей; на хуторе 2 двора, 7 жителей.
- 1959 год — 412 жителей (согласно переписи).
- 1991 год — жители (92 семьи) переселены.